# David Robinson
David Maurice Robinson, pseudonim „The Admiral” (ur. 6 sierpnia 1965 w Key West na Florydzie) – amerykański koszykarz, występujący przez całą zawodową karierę w San Antonio Spurs w lidze NBA.
Karierę koszykarską rozpoczynał podczas nauki w szkole średniej Osbourn Park w Manassas w stanie Wirginia. Po jej ukończeniu, Robinson wstąpił do Akademii Marynarki Wojennej, gdzie występował w barwach drużyny koszykarskiej Midshipmen. Po czterech latach zgłosił się do draftu NBA 1987, w którym to został wybrany z pierwszym numerem przez San Antonio Spurs. Jednakże w rozgrywkach NBA zadebiutował dopiero dwa lata później, gdyż wcześniej musiał odbyć służbę w wojsku. W ciągu 14 lat gry w Spurs dwukrotnie zdobywał z nimi mistrzostwo ligi. W 2003 roku zakończył zawodową karierę.
Robinson był wielokrotnie nagradzany za swoją grę. Już w pierwszym roku w barwach Spurs wybrano go debiutantem roku, oraz do trzeciego składu sezonu, a także uczestniczył w Meczu Gwiazd. W tychże meczach uczestniczył w karierze łącznie 10-krotnie i tyle samo razy był członkiem najlepszych składów rozgrywek. Raz udało mu się zdobyć nagrodę najbardziej wartościowego zawodnika NBA, oraz obrońcy roku. W 1996 roku liga NBA wybrała go jednym z 50 najlepszych zawodników w swojej historii. Trzynaście lat później został włączony do koszykarskiej galerii sław.
Przez wiele lat był reprezentantem Stanów Zjednoczonych. Jeszcze przed rozpoczęciem kariery w NBA zdobył mistrzostwo świata w 1986 roku. Rok później wygrał igrzyska panamerykańskie, a w 1988 sięgnął po brązowy medal igrzysk olimpijskich. Był członkiem słynnego Dream Teamu, który zdobył złoty medal na olimpiadzie w Barcelonie. Koszykarz wybrany jako czwarty do Dream Teamu, po Birdzie, Magicu i Jordanie. Cztery lata później również reprezentował Stany Zjednoczone w zwycięskich dla nich igrzyskach w Atlancie.
Robinson jest jedynym graczem w historii NBA, który uzyskał tytuły najlepszego strzelca ligi (1994), najlepszego zbierającego (1991), najlepszego blokującego (1992), obrońcy roku (1992), gracza roku (1995) i najlepszego debiutanta (1990). Również jako jedyny zawodnik w historii został sklasyfikowany w czołowej siódemce w pięciu różnych kategoriach statystycznych w trakcie jednego sezonu (1991/92). Był wtedy pierwszy w blokach, czwarty w zbiórkach, piąty w przechwytach, siódmy w punktach i siódmy w celności rzutów z gry.
W 2002 wystąpił w filmie Magiczne buty.

## Dzieciństwo i młodość
Robinson urodził się 6 sierpnia 1965 w Key West na Florydzie jako drugie dziecko Fredy (z domu Hayes), z zawodu pielęgniarki, i Ambrose’a, oficera marynarki wojennej Stanów Zjednoczonych, specjalisty od sonarów. Gdy miał 6 miesięcy uległ wypadkowi – pozostawiony na chwilę bez opieki zsunął się z łóżka i wpadł w wąską przestrzeń pomiędzy materacem a ścianą, co spowodowało, że zaczął się dusić i stracił przytomność. Znaleziony przez matkę, został szybko reanimowany, ale jego rodzice obawiali się, że brak tlenu mógł spowodować nieodwracalne uszkodzenie mózgu, zwłaszcza że nie wiedziano jak długo przed znalezieniem pozostawał bez powietrza. Szybko jednak odkryto, że zdarzenie nie pozostawiło żadnych negatywnych skutków.
David od początku swojej edukacji uznawany był za wyjątkowo uzdolnionego, zwłaszcza w matematyce. Potrafił szybko liczyć, wcześnie nauczył się czytać. W szkole osiągał znakomite wyniki, uczęszczał do klasy wybijających się uczniów. W wieku 5 lat zaczął naukę gry na pianinie, a niedługo potem komponować własne utwory (na początku lat 90. opanował także grę na saksofonie). Przejawiał też talent sportowy, szczególnie upodobał sobie baseball – potrafił dobrze odbić piłkę trzymając kij zarówno z lewej (Robinson jest leworęczny), jak i z prawej strony. Był niezłym biegaczem i skoczkiem w dal, osiągał drobne sukcesy w golfie. Długo jednak to edukacja była w jego życiu na pierwszym miejscu.
Jego 6 lat młodszy brat Chuck (196 cm) grał w koszykówkę na tej samej uczelni (lata 1989-93). Był najlepszym strzelcem Navy w sezonie 1992/93 (średnia 10,3 punktu na mecz), a w całej karierze uzyskiwał średnio 7,7 punktu i 4,1 zbiórki na mecz.

## Kariera

### Szkoła średnia
W koszykówkę zaczął grywać w szkole podstawowej, ale jako wieczny rezerwowy szybko się zniechęcił. Powrócił do sportu w ostatniej klasie szkoły średniej Osbourn Park w Manassas w stanie Wirginia, głównie za namową kolegów i trenerów, którzy widzieli w nim spore wzmocnienie szkolnej ekipy. Jednak poza słusznym – jak na licealistę – wzrostem (201 cm) i rzadko spotykaną u tak wysokich graczy szybkością nie posiadał szczególnych umiejętności koszykarskich, dlatego musiano wpoić mu podstawy gry środkowego. Dzięki indywidualnemu treningowi i szybkiemu pojmowaniu wskazówek trenera uzyskiwał średnio 14 punktów w meczu (sezon 1982/83). Wybrano go też jednym z najlepszych graczy lokalnych rozgrywek.

### NCAA
Podtrzymując tradycje rodzinne studiował w United States Naval Academy. Grał tam w drużynie Navy Midshipmen i stał się najlepszym koszykarzem tej drużyny w historii.
W pierwszym sezonie uniwersyteckim (1983-84) miał tylko 2,01 m wzrostu i spełniał rolę rezerwowego. W 28 meczach (nie wystąpił w 4 pierwszych z powodu złamanej dłoni) uzyskał średnio 7,6 punktu, 4 zbiórki oraz 1,32 bloku.
W drugim sezonie (1984-85) był już podstawowym graczem zespołu i pomógł Navy – po 25 latach nieobecności – w awansie do uniwersyteckich playoffów (NCAA Men's Division I Basketball Championship), w których odpadli w drugiej rundzie, przegrywając z Maryland (59-64). Zdobywał średnio 23,6 punktu, 11,6 zbiórki i 4 bloki.
W sezonie (1985-86) poprowadził kolegów – po raz drugi w historii uczelni i po raz pierwszy od 32 lat – do finału regionalnego, w którym zwycięstwo dawało awans do krajowego Final Four. Navy nie sprostała jednak Duke, późniejszym wicemistrzom, przegrywając 50-71 (Robinson zanotował w tym meczu 23 punkty, 10 zbiórek, 3 przechwyty i 2 bloki). Jego średnie z całych rozgrywek to 22,7 punktu, 13 zbiórek (1. miejsce w kraju) i 5,91 bloku (1. miejsce).
Rok później (1986-87) ponownie awansowali do rozgrywek krajowych, ale odpadli już w pierwszej rundzie, ulegając Michigan 82-97. W swoim ostatnim meczu dla Navy Robinson zdobył 50 punktów (wciąż aktualny rekord uczelni, ostatnia do dziś „50” w finałach NCAA) i zebrał z tablic 13 piłek. Średnio uzyskiwał 28,2 punktu (3. wynik w kraju), 11,8 zbiórki, 4,5 bloku (1. miejsce) oraz 2,06 przechwytu.
W ciągu czterech lat gry ustanowił kilkadziesiąt rekordów uczelni i ligi. W meczu przeciwko UNC Wilmington (4 stycznia 1986) ustanowił rekord NCAA (pobity w 2007), blokując 14 rzutów rywali. W tym samym roku osiągnął do dziś niepobite 207 bloków w sezonie (35 meczów) oraz średnią 5,91 bloku/mecz, która była rekordem rozgrywek do 1996 (obecnie jest piątym wynikiem). Nadal jest rekordzistą w największej liczbie double-doubles w sezonie (31). W turnieju finałowym NCAA 1986 roku w 4 meczach zablokował 23 rzuty rywali (w tym 9 przeciwko Cleveland State), co było do 2001 roku najlepszym wynikiem w historii.

### NBA
Dzięki świetnej karierze uniwersyteckiej został wybrany z pierwszym numerem w Drafcie 1987 przez San Antonio Spurs (22 czerwca). Jako absolwenta United States Naval Academy obowiązywała go jednak dwuletnia służba w marynarce wojennej Stanów Zjednoczonych (do pewnego czasu istniała też opcja pięcioletnia), z dala od zawodowych parkietów. W mediach sugerowano, że skoro nie będzie mógł od razu grać w NBA, nie powinien zawierać umowy ze słabymi Ostrogami (zgodnie z zasadami naboru po roku straciliby do niego prawa), ani z klubem, który wybrałby go w kolejnym drafcie, i jako wolny agent w 1989 roku podpisać umowę z wybraną przez siebie mocną, gwarantującą sukcesy ekipą, od której mógłby zażądać znacznie większych pieniędzy.
Mimo spekulacji, Robinson, na którym wrażenie zrobiło San Antonio i jego mieszkańcy, a także klub i jego atrakcyjna oferta finansowa, zdecydował się na grę w Teksasie, podpisując 6 listopada 1987 roku – w obecności 500 widzów – ośmioletni kontrakt warty 28 milionów dolarów (w tym 2 miliony za samo złożenie podpisu), czyniący go najlepiej opłacanym koszykarzem na świecie. W podjęciu decyzji pomogła mu także obawa, że długi rozbrat z poważną koszykówką może wpłynąć negatywnie na jego formę i w 1989 jego pozycja w negocjacjach osłabnie. Do czasu debiutu w NBA pełnił nieodpłatnie funkcję asystenta trenera uniwersyteckiej drużyny Jacksonville Dolphins (sezon 1987-88). Jeszcze przed rozegraniem pierwszego meczu w NBA, wystąpił wraz z reprezentacją USA na Igrzyskach Olimpijskich w 1988 roku, zdobywając brązowy medal.

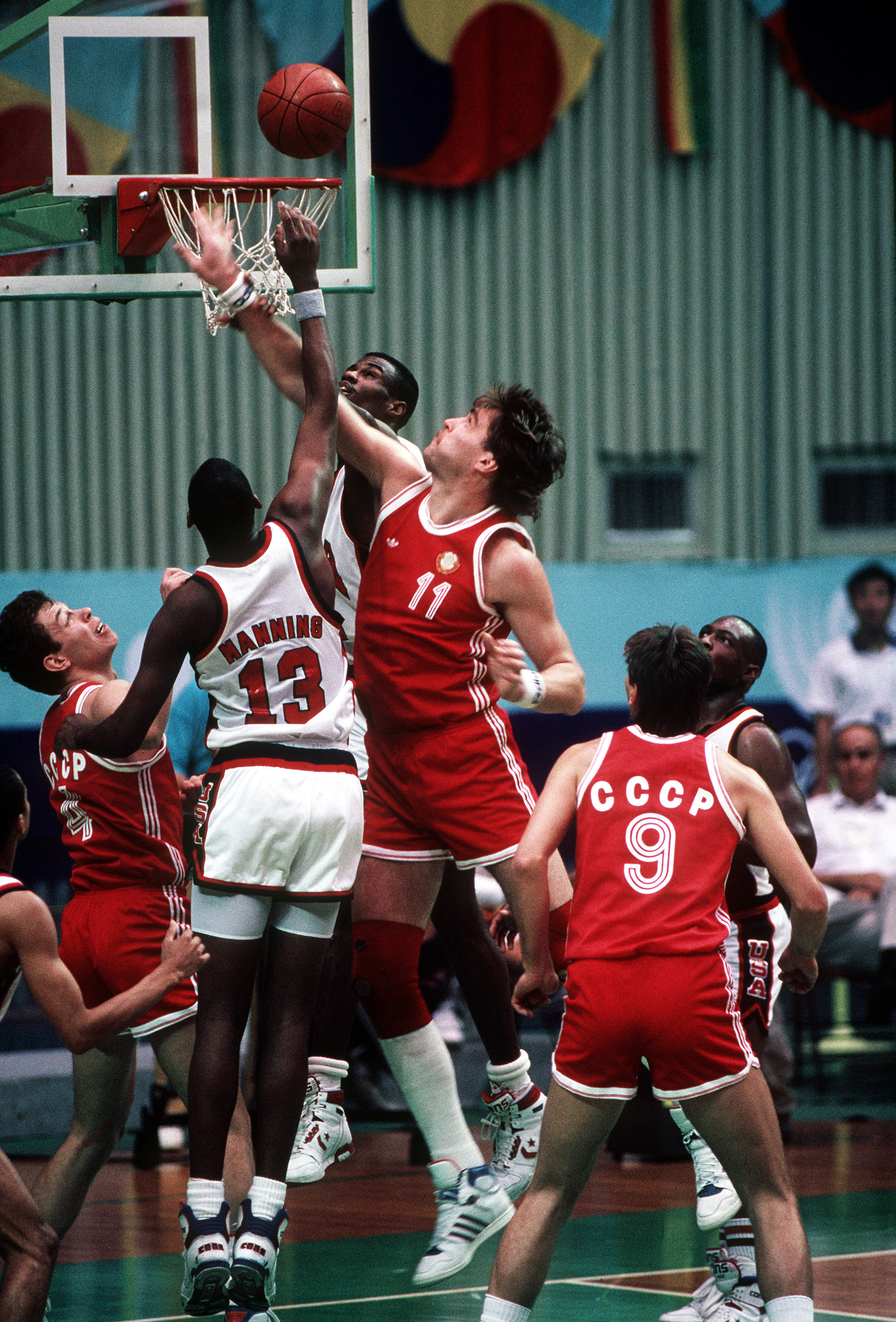
Robinson podczas igrzysk w 1988 roku

Obowiązek wobec ojczyzny wypełnił 19 maja 1989 roku. Wspominał, że podczas odbywania służby żył w dwóch przeciwstawnych światach: milionera, którego na wiele stać, i żołnierza, którego w każdej chwili ktoś starszy stopniem może wysłać do bufetu po kawę.

#### Pierwsze lata w lidze (1989-1996)
W premierowym sezonie zdobywał średnio 24,3 punktu (10. miejsce w lidze), 12 zbiórek (2. miejsce), 3,89 bloku (3. miejsce) i 1,68 przechwytu (20. miejsce) na mecz. Notował co najmniej 10 punktów w 81 z 82 meczów, jakie rozegrał w sezonie regularnym. Był najlepszym strzelcem zespołu w 46 meczach, a 61 razy najlepszym zbierającym. W meczu z Minnesota Timberwolves (23 lutego) zablokował 12 rzutów rywali – wynik, którego nie udało mu się już nigdy powtórzyć. Uzyskał rekordowe 41 punktów przeciwko Golden State Warriors (2 marca) i 21 zbiórek w spotkaniu z Chicago Bulls (3 lutego). Trzy razy osiągnął triple-double, gdy do punktów i zbiórek dodał 12, 11 i 10 bloków.
Głównie dzięki Robinsonowi Spurs wygrali 56 meczów, co oznaczało największy w historii NBA postęp w porównaniu do roku poprzedniego, w którym wygrali tylko 21 gier (rekord ten został poprawiony 8 lat później, także przez San Antonio, gdy do zespołu przyszedł Tim Duncan, a Robinson wrócił do gry po kilkumiesięcznej kontuzji).
Był wybierany najlepszym pierwszoroczniakiem w każdym z sześciu miesięcy rozgrywek (listopad 1989-kwiecień 1990). Zdobył jednogłośnie nagrodę NBA Rookie of the Year Award, czyli najlepszego debiutanta ligi. Trzykrotnie uznawany graczem tygodnia. Nominowany do trzeciego składu ligi (All-NBA Third Team) i drugiego składu defensywnego (NBA All-Defensive Second Team). Wziął udział w meczu gwiazd (NBA All-Star Game) jako jedyny debiutant, notując 15 punktów, 10 zbiórek, 2 przechwyty i blok. Otrzymał IBM Award – nagrodę przyznawaną zawodnikowi, którego dokonania statystyczne przekładają się na sukces zespołu w największym stopniu. 
W 1991 znalazł się na drugiej pozycji w głosowaniu na obrońcę roku NBA. Rok później został najlepszym obrońcą ligi.

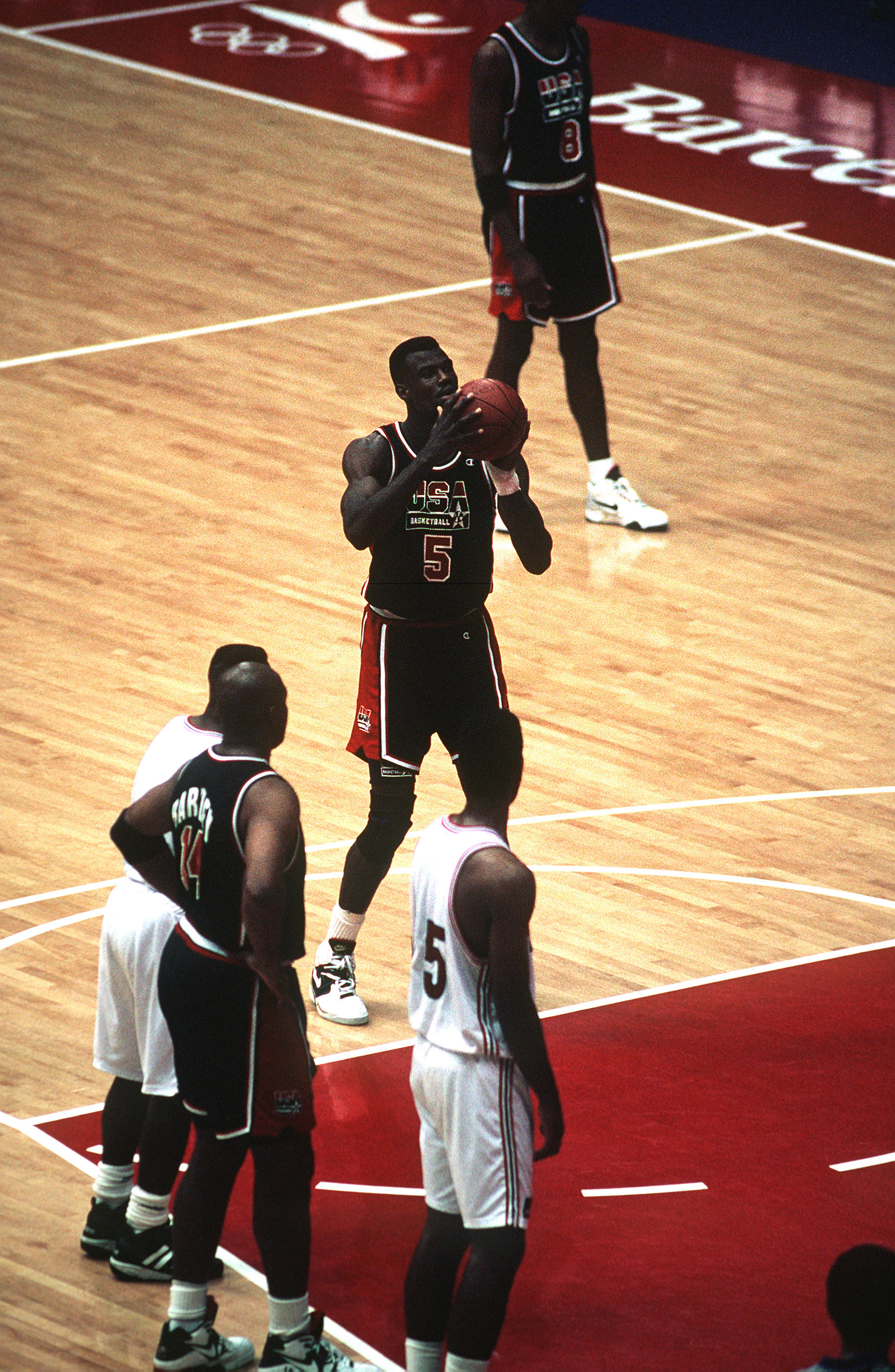
Robinson oddaje rzut osobisty podczas igrzysk w Barcelonie

W 1992 roku Robinson wystąpił jako członek „Dream Teamu” na Igrzyskach Olimpijskich w Barcelonie. Został najlepszym strzelcem ligi w sezonie 1993/1994, pokonując Shaquille’a O’Neala. Podczas ostatniego spotkania sezonu zasadniczego przeciwko Los Angeles Clippers pobił klubowy rekord George’a Gervina (63 punkty) i ustanowił nowy, obowiązujący do dziś rekord klubu z San Antonio, 71 punktów.
W sezonie 1992/1993 uplasował się ex aequo na drugim miejscu w głosowaniu na defensora roku NBA.
Podczas rozgrywek 1993/1994 zajął drugie miejsce w głosowaniu na obrońcę roku oraz MVP sezonu.
W roku 1995 został najbardziej wartościowym graczem ligi NBA (MVP) a prowadzeni przez niego gracze San Antonio uzyskali bilans 62-20 (najlepszy w lidze). W finale konferencji został pokonany przez Houston Rockets, którym przewodził niezawodny w tej serii Hakeem Olajuwon. Rok później Robinson znalazł się wśród 50 najlepszych graczy w historii NBA, zajął też drugie miejsce w głosowaniu na MVP sezonu.

#### Kontuzja i powstanie „Twin Towers” (1996-2003)
W sezonie 1996/1997 opuścił pierwszych 18 meczów zespołu z powodu kontuzji pleców. Na boisko powrócił 10 grudnia 1996 roku w spotkaniu przeciwko Phoenix Suns (zanotował 9 punktów i 9 zbiórek). W swoim szóstym meczu (23 grudnia przeciwko Miami Heat) doznał poważnej kontuzji stopy, która wykluczyła go z rozgrywek do końca sezonu i znacząco przyczyniła się do bilansu drużyny na poziomie 20-62.
Wybrany w drafcie 1997 roku Tim Duncan stworzył z Robinsonem duet „Twin Towers”. W skróconym przez lockout sezonie zasadniczym 1998/1999 Spurs okazali się najsilniejszą drużyną ligi, uzyskując bilans 37-13. Przebrnęli przez playoffs z rezultatem 11-1 i dotarli do pierwszego finału w historii drużyny z San Antonio. W finale pokonali New York Knicks 4-1 a Robinson zdobył pierwszy tytuł mistrzowski w karierze. Wraz z kolegami nie dał rady obronić mistrzostwa, gdyż serię triumfów w finałach rozpoczęli gracze Los Angeles Lakers. 
Przed sezonem 2002/2003 ogłosił, że zakończy po nim karierę. Do finałów NBA powrócił w 2003 roku. 15 czerwca po zwycięstwie 88-77 nad New Jersey Nets zdobył swój drugi pierścień mistrzowski. W ostatnim meczu w karierze uzyskał 13 punktów i 17 zbiórek.
Jest jednym z czterech koszykarzy w historii NBA, którzy uzyskali Quadruple-double notując 34 pkt., 10 zb., 10 as., 10 bl. Wydarzenie to miało miejsce 17 lutego 1994 r. w meczu San Antonio Spurs vs. Detroit Pistons. 
11 września 2009 r. Robinson został włączony do Basketball Hall of Fame.

## Lata po zakończeniu kariery

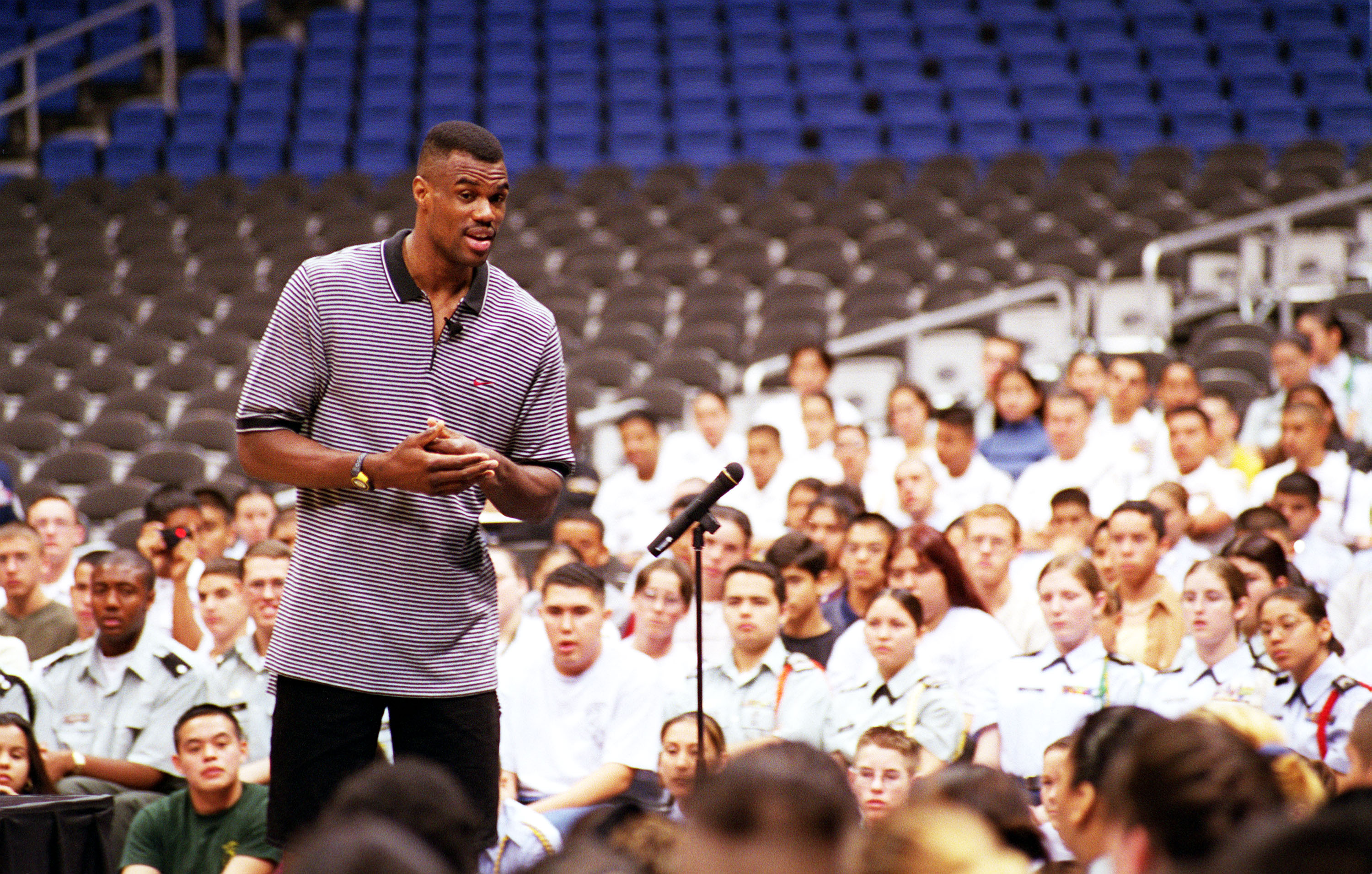
Ze względu na działalność charytatywną Robinsona, nagroda NBA Community Assist Award nosi jego imię.

W 2001 roku Robinson przyczynił się do utworzenia Carver Academy, prywatnej szkoły, która miała zapewniać możliwości edukacji dzieciom z ubogich dzielnic San Antonio. W 2012 roku stała się szkołą publiczną i zmieniła nazwę na IDEA Carver. Robinson aktywnie uczestniczy w życiu szkoły. 
"Admiral” jest również filantropem, wraz z Danielem Bassichsem przekazuje 10% zysków na fundacje charytatywne.

## Osiągnięcia

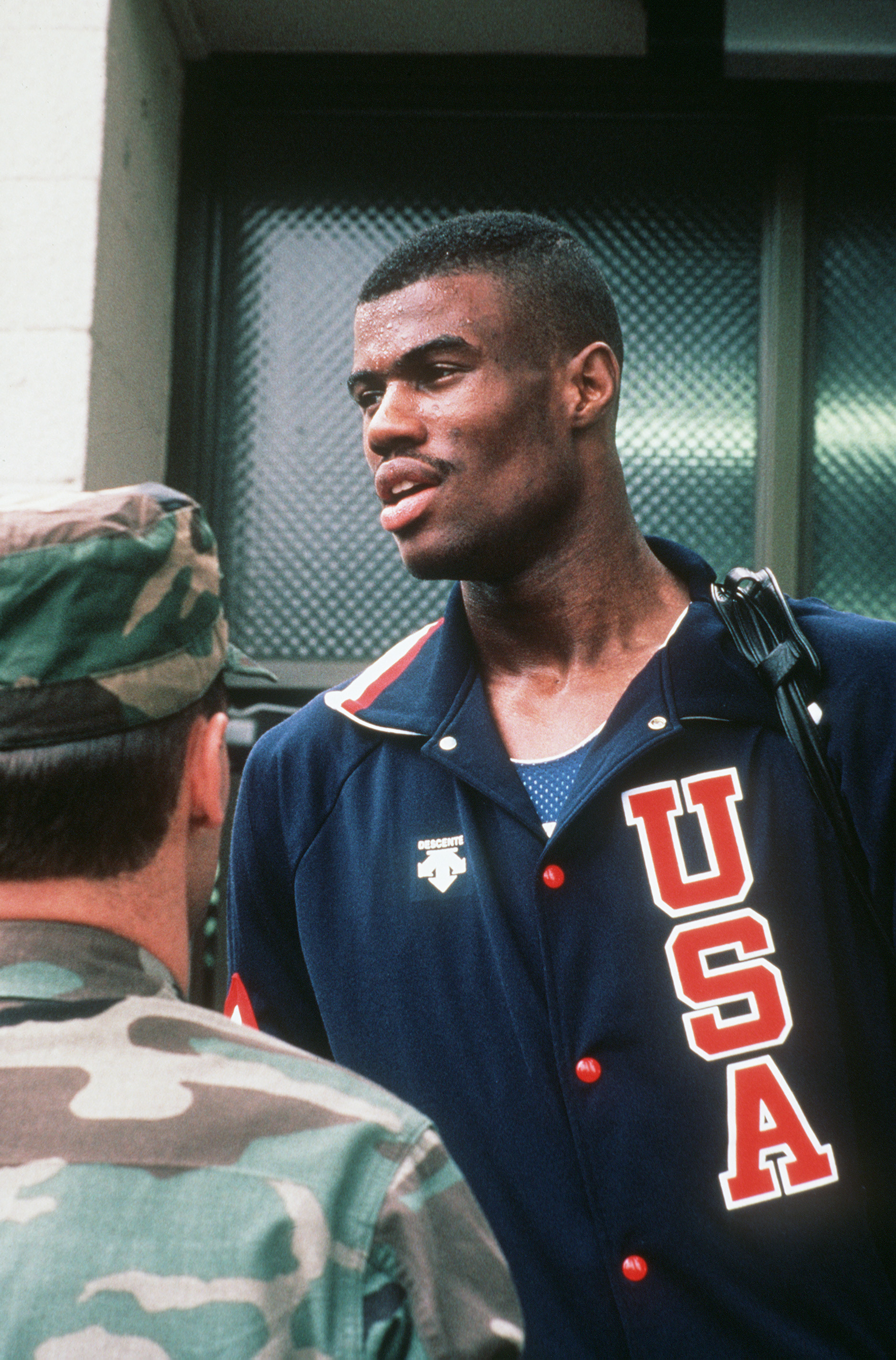
Robinson w barwach kadry USA podczas konfrontacji z kadrą Brazylii.

### NCAA
- Zawodnik Roku NCAA:
  - według Associated Press (1987)[12]
  - według National Association of Basketball Coaches (NABC – 1987)[13]
  - im. Naismitha (1987)[14]
  - im. Johna R. Woodena (1987)[15]
  - United States Basketball Writers Association (USBWA – 1987)[16]
  - według Sporting News (1987)[17]
  - według United Press International (UPI – 1987)[18]
  - im. Adolpha Ruppa (1987)[19]
- trzykrotny Zawodnik Roku Konferencji Colonial Athletic Association (CAA – 1985–1987)[20]
- Wybrany do:
  - I piątki ligi NCAA (1987)[21]
  - II piątki ligi NCAA (1986)[21]
- Lider NCAA w: 
  - zbiórkach (1986)[22]
  - blokach (1986, 1987)[22]

### NBA
- dwukrotny mistrz NBA (1999, 2003)[23]
- NBA MVP (1995)[24]
- 10-krotny uczestnik meczu gwiazd NBA (1990-1996, 1998, 2000-2001)
- Obrońca roku NBA (1992)[25]
- Debiutant roku NBA (1990)[26]
- Wybrany do:
  - I składu:
    - NBA (1991-1992, 1995-1996)[27]
    - defensywnego NBA (1991-1992, 1995–1996)[28]
    - debiutantów NBA (1990)[29]

  - II składu:
    - NBA  (1994, 1998)[27]
    - defensywnego NBA (1990, 1993–1994, 1998)[28]

  - III składu NBA (1990, 1993, 2000-2001)[27]
  - grona 50 najlepszych zawodników w historii NBA (NBA’s 50th Anniversary All-Time Team – 1996)[30]
  - składu najlepszych zawodników w historii NBA, wybranego z okazji obchodów 75-lecia istnienia ligi (2021)[31]
  - Koszykarskiej Galerii Sław (Naismith Memorial Basketball Hall Of Fame – 2009)[32]
- 5-krotny zdobywca NBA IBM Award (1990, 1991, 1994-1996) – rekord ligi[33]
- Laureat nagrody NBA Sportsmanship Award (2001)[34]
- Zwycięzca konkursu Shooting Stars podczas NBA All-Star Weekend (2008)[35]
- Lider:
  - sezonu regularnego w:
    - średniej punktów (29,8 – 1994)[36]
    - zbiórkach (1991)[37]
    - blokach (1992)[38]

  - play-off w:
    - średniej:
      - zbiórek (1991, 1998)[39]
      - bloków (1991, 1998)[40]

    - skuteczności rzutów z gry (1991)[41]
- Zawodnik:
  - miesiąca NBA (styczeń 1991, luty 1994, marzec 1995, 1996)[42]
  - tygodnia NBA (25.02.1990, 25.03.1990, 22.04.1990, 1.12.1991, 29.11.1992, 3.01.1993, 5.12.1993, 6.02.1994, 20.02.1994, 6.03.1994, 24.04.1994, 2.04.1995, 14.01.1996, 28.12.1997, 1.02.1998)[43]
- 6-krotny debiutant miesiąca NBA (listopad 1989-kwiecień 1990)[44]
- Klub San Antonio Spurs zastrzegł należący do niego w numer 50[45]

### Reprezentacja
Drużynowe
- Mistrz:
  - olimpijski (1992[46], 1996[47])
  - świata (1986)[48]
  - Igrzysk Dobrej Woli (1986)[49]
  - Ameryki (1992)[50]
- Wicemistrz igrzysk panamerykańskich (1987)[51]
- Brązowy medalista olimpijski (1988)[52]
- Wybrany do Koszykarskiej Galerii Sław jako członek drużyny olimpijskiej z 1992 roku (Naismith Memorial Basketball Hall Of Fame - 2010)[53]

Indywidualne
- Atleta Roku – USA Basketball Male Athlete of the Year (1986)[54]
- Członek Koszykarskiej Galerii Sław FIBA (2013)[55]
- Zaliczony do I składu mistrzostw świata (1986)

## Rekordy kariery
Sezon zasadniczy:
- Punkty – 71
- Asysty – 11
- Zbiórki w obronie – 14
- Zbiórki w ataku – 19
- Zbiórki – 24
- Bloki – 12
- Przechwyty – 7
- Minuty – 53

Playoffs:
- Punkty – 40
- Asysty – 11
- Zbiórki w obronie – 17
- Zbiórki w ataku – 10
- Zbiórki – 22
- Bloki – 8
- Przechwyty – 4
- Minuty – 52

## Statystyki
Na podstawie Basketball-Reference.com (ang.)

### Sezon regularny
| Sezon   | Drużyna     | M   | S5  | MPG  | FG%   | 3P%   | FT%   | RPG  | APG | SPG | BPG | PPG  |
| ------- | ----------- | --- | --- | ---- | ----- | ----- | ----- | ---- | --- | --- | --- | ---- |
| 1989/90 | San Antonio | 82  | 81  | 36,6 | 53,1% | 0,0%  | 73,2% | 12,0 | 2,0 | 1,7 | 3,9 | 24,3 |
| 1990/91 | San Antonio | 82  | 81  | 37,7 | 55,2% | 14,3% | 76,2% | 13,0 | 2,5 | 1,5 | 3,9 | 25,6 |
| 1991/92 | San Antonio | 68  | 68  | 37,7 | 55,1% | 12,5% | 70,1% | 12,2 | 2,7 | 2,3 | 4,5 | 23,2 |
| 1992/93 | San Antonio | 82  | 82  | 39,2 | 50,1% | 17,6% | 73,2% | 11,7 | 3,7 | 1,5 | 3,2 | 23,4 |
| 1993/94 | San Antonio | 80  | 80  | 40,5 | 50,7% | 34,5% | 74,9% | 10,7 | 4,8 | 1,7 | 3,3 | 29,8 |
| 1994/95 | San Antonio | 81  | 81  | 38,0 | 53,0% | 30,0% | 77,4% | 10,8 | 2,9 | 1,7 | 3,2 | 27,6 |
| 1995/96 | San Antonio | 82  | 82  | 36,8 | 51,6% | 33,3% | 76,1% | 12,2 | 3,0 | 1,4 | 3,3 | 25,0 |
| 1996/97 | San Antonio | 6   | 6   | 24,5 | 50,0% | –     | 65,4% | 8,5  | 1,3 | 1,0 | 1,0 | 17,7 |
| 1997/98 | San Antonio | 73  | 73  | 33,7 | 51,1% | 25,0% | 73,5% | 10,6 | 2,7 | 0,9 | 2,6 | 21,6 |
| 1998/99 | San Antonio | 49  | 49  | 31,7 | 50,9% | 0,0%  | 65,8% | 10,0 | 2,1 | 1,4 | 2,4 | 15,8 |
| 1999/00 | San Antonio | 80  | 80  | 32,0 | 51,2% | 0,0%  | 72,6% | 9,6  | 1,8 | 1,2 | 2,3 | 17,8 |
| 2000/01 | San Antonio | 80  | 80  | 29,6 | 48,6% | 0,0%  | 74,7% | 8,6  | 1,5 | 1,0 | 2,5 | 14,4 |
| 2001/02 | San Antonio | 78  | 78  | 29,5 | 50,7% | –     | 68,1% | 8,3  | 1,2 | 1,1 | 1,8 | 12,2 |
| 2002/03 | San Antonio | 64  | 64  | 26,2 | 46,9% | –     | 71,0% | 7,9  | 1,0 | 0,8 | 1,7 | 8,5  |
| Razem   |             | 987 | 985 | 34,7 | 51,8% | 25,0% | 73,6% | 10,6 | 2,5 | 1,4 | 3,0 | 21,1 |

### Play-offy
| Sezon | Drużyna     | M   | S5  | MPG  | FG%   | 3P%   | FT%   | RPG  | APG | SPG | BPG | PPG  |
| ----- | ----------- | --- | --- | ---- | ----- | ----- | ----- | ---- | --- | --- | --- | ---- |
| 1990  | San Antonio | 10  | 10  | 37,5 | 53,3% | –     | 67,7% | 12,0 | 2,3 | 1,1 | 4,0 | 24,3 |
| 1991  | San Antonio | 4   | 4   | 41,5 | 68,6% | 0,0%  | 86,8% | 13,5 | 2,0 | 1,5 | 3,8 | 25,8 |
| 1993  | San Antonio | 10  | 10  | 42,1 | 46,5% | 0,0%  | 66,4% | 12,6 | 4,0 | 1,0 | 3,6 | 23,1 |
| 1994  | San Antonio | 4   | 4   | 36,5 | 41,1% | 0,0%  | 74,1% | 10,0 | 3,5 | 0,8 | 2,5 | 20,0 |
| 1995  | San Antonio | 15  | 15  | 41,5 | 44,6% | 20,0% | 81,2% | 12,1 | 3,1 | 1,5 | 2,6 | 25,3 |
| 1996  | San Antonio | 10  | 10  | 35,3 | 51,6% | –     | 66,7% | 10,1 | 2,4 | 1,5 | 2,5 | 23,6 |
| 1998  | San Antonio | 9   | 9   | 39,2 | 42,5% | –     | 63,5% | 14,1 | 2,6 | 1,2 | 3,3 | 19,4 |
| 1999  | San Antonio | 17  | 17  | 35,3 | 48,3% | –     | 72,2% | 9,9  | 2,5 | 1,6 | 2,4 | 15,6 |
| 2000  | San Antonio | 4   | 4   | 38,8 | 37,3% | 0,0%  | 76,2% | 13,8 | 2,5 | 1,8 | 3,0 | 23,5 |
| 2001  | San Antonio | 13  | 13  | 31,5 | 47,2% | 0,0%  | 69,5% | 11,8 | 1,7 | 1,3 | 2,4 | 16,6 |
| 2002  | San Antonio | 4   | 4   | 20,3 | 47,4% | –     | 0,0%  | 5,8  | 1,3 | 0,8 | 0,8 | 4,5  |
| 2003  | San Antonio | 23  | 23  | 23,4 | 54,2% | –     | 66,7% | 6,6  | 0,9 | 0,8 | 1,3 | 7,8  |
| Razem |             | 123 | 123 | 34,3 | 47,9% | 10,0% | 70,8% | 10,6 | 2,3 | 1,2 | 2,5 | 18,1 |